# Jakob zu Eltz

Wappen der Familie Eltz von Kempenich

Johann Jakob Graf zu Eltz (* 22. September 1921 in Kleinheubach, Bayern; † 10. Februar 2006 in Eltville am Rhein, Hessen) war ein deutscher Winzer, Dozent für Weinrecht und Weinwirtschaft. Er war Gesandter für den Malteserorden in Deutschland sowie Abgeordneter in der kroatischen Volksvertretung und übte einige Ehrenämter in höherem Rang aus.

## Leben
Johann Jakob Graf zu Eltz war das jüngere der beiden Kinder des Karl von und zu Eltz-Kempenich (1896–1922) und seiner Frau Sophie, geborene zu Löwenstein-Wertheim-Rosenberg (1900–1982). Aufgewachsen ist er im Schloss Eltz in Kroatien. Nach dem Zweiten Weltkrieg wurde die Familie von den Kommunisten enteignet und aus Jugoslawien vertrieben.
Graf zu Eltz studierte Rechtswissenschaften an der Johannes Gutenberg-Universität Mainz und übernahm nach dem Studium die Verwaltung des Familienweinguts in Eltville sowie der Burg Eltz. Er war Ehren- und Devotions-Großkreuzbailli, Mitglied des Souveränen Rates des Malteserordens in Rom und danach langjährig dessen ständiger Gesandter im Botschaftsrang bei der Bundesregierung. Die von der Deutschen Assoziation des Ordens durchgeführten Krankenwallfahrten nach Lourdes wurden vor über 50 Jahren von ihm mitbegründet. Von 1980 bis 1992 gehörte er dem Präsidium des Malteser Hilfsdienstes (MHD) an und war langjähriger Diözesanleiter des MHD in der Diözese Limburg.
Von 1964 bis 1976 war Jakob Graf zu Eltz Präsident des Rheingauer Weinbauverbandes. Als langjähriger Dozent für Weinrecht und Weinwirtschaft an der Mainzer Johannes Gutenberg-Universität wurde er zu deren Ehrenbürger ernannt. Die Vorlesungen von Jakob Graf zu Eltz an der Mainzer Universität waren legendär und waren überschrieben mit „Weinanbau und -konsum“ mit praktischer Übung und Exkursion. In den 80er Jahren war es für die Studenten in Mainz verpflichtend, im „Studium generale“ neben der eigenen Fachrichtung auch andere Vorlesungen zu besuchen. Die Veranstaltungen von Graf zu Eltz waren demgemäß sehr beliebt und endeten oft mit einer phänomalen Weinprobe auf dem eigenen Gut in Eltville, bei denen der Graf nicht selten die Schatzkammer des Weinguts plünderte.
Nach der Erlangung der staatlichen Souveränität Kroatiens kehrte Jakob Graf zu Eltz 1990 wieder in seine alte Heimat zurück und wurde 1991 vom kroatischen Präsidenten Franjo Tuđman zum „Vertreter ehrenhalber der Republik Kroatien mit Sitz in Bonn“ ernannt. Von 1992 bis 2000 war der kroatische Staatsbürger Graf zu Eltz Abgeordneter im Kroatischen Parlament (Sabor), er war als Parteiloser auf der Liste der HDZ aufgestellt worden.

## Familie
Jakob Graf zu Eltz’ ältere Schwester war Maria Josephine (1920–1999), die mit Ernst Graf von Moy de Sons (1917–1988) verheiratet war.
Am 25. Juli 1946 heiratete er in Salzburg Ladislaja Freiin Mayr-Melnhof verwitwete Prinzessin zu Hohenlohe-Waldenburg-Schillingsfürst (1920–2023), eine Schwester von Marianne zu Sayn-Wittgenstein-Sayn (1919–2025), bekannt als „Mamarazza“. Aus der Ehe gingen fünf Töchter und vier Söhne hervor, die u. a. in die adeligen Familien Schaffgotsch, Preysing-Lichtenegg-Moos, Mensdorff-Pouilly, Guttenberg und Ribbentrop eingeheiratet haben.
Der älteste Sohn Karl Graf zu Eltz (* 1948) leitet den Familienbetrieb mit der Burg Eltz und dem Eltzer Hof in Eltville. Er war langjähriger Schatzmeister der Deutschen Burgenvereinigung.
Sohn Michael Graf zu Eltz (1949–2014) war Benediktiner im Kloster Ettal.
Die Tochter Christiane (* 1951) war mit dem Dirigenten Enoch Freiherr von und zu Guttenberg verheiratet (1971 bis 1977), gemeinsam sind sie die Eltern des Politikers und früheren Bundesverteidigungsministers Karl-Theodor zu Guttenberg.
Sohn Johannes (* 1957) war von 2010 bis 2024 katholischer Stadtdekan in Frankfurt am Main.

## Ehrungen und Auszeichnungen
- Ehrenbürger der Johannes Gutenberg-Universität Mainz
- Ritter des Ordens vom Goldenen Vlies
- Goldene Verdienstplakette des Malteser Hilfsdienstes

## Wohnsitze
Die rheinische Burg Eltz und die Namensführung wurden im Jahr 1157 mit Schenkungsurkunde von Kaiser Friedrich Barbarossa als Reichslehen an Rudolph (auch: Rudolf) von Eltz begründet. Die Burg befindet sich seit nunmehr rund 850 Jahren im ununterbrochenen Besitz der Familie Eltz. Durch Familienspaltung im Jahr 1268 im Besitz der gemeinsam auf der Burg lebenden drei Linien (Eltz-Kempenich vom goldenen Löwen, Eltz-Rübenach vom silbernen Löwen und Eltz-Rodendorf von den Büffelhörnern) wurde die Burg bis Anfang des 19. Jahrhunderts zu einer Ganerbenburg und ein Mannlehen.
Bereits 1440 erlosch der Familienzweig Eltz mit den Büffelhörnern, 1815 kaufte Graf Hugo Philipp zu Eltz-Kempenich aus der Linie vom goldenen Löwen den Teil der als Miteigentümer noch verbliebenen Linie Familie Eltz-Rübenach (Linie vom silbernen Löwen).
Seither ist die Liegenschaft im Alleineigentum der Familie, die über Hugo Philipps Enkel Friedrich Karl an Jakob Graf zu Eltz in der 32. Generation übertragen wurde, und die er der Öffentlichkeit zugänglich gehalten hat. Sein erstgeborener Sohn Karl Graf zu Eltz ist in der Familienfolge der nunmehrige Besitzer der Burg Eltz.
Hauptwohnsitz der Familie ist seit 1945 der Eltzer Hof in Eltville am Rhein, der nicht der Öffentlichkeit zugänglich ist. 2016 wurden durch die Deutsche Stiftung Denkmalschutz Mittel zur Aufarbeitung von 14 historischen Fenstern und andere Arbeiten im Eltzer Hof zur Verfügung gestellt. Die Familie plant, in den folgenden Jahren einzelne Gebäude des Hofes für Mietwohnungen umzugestalten.